# فرد بيرس كورسن
فرد بيرس كورسن (بالإنجليزية: Fred Pierce Corson)‏ هو قسيس أمريكي، ولد في 11 أبريل 1896، وتوفي في 16 فبراير 1985.